# Фабричников, Аркадий Андреевич
Аркадий Андреевич Фабричников (1924 — 2001) — деятель советских спецслужб и педагог, генерал-майор госбезопасности, профессор Академии ФСБ России.

## Биография
Родился 28 ноября 1924 года в Москве.
В 1941 году, с началом Великой Отечественной войны А. А. Фабричников начал работать на строительстве оборонительных сооружений в окрестностях города Рославль Смоленской области. С ноября 1941 года работал на Московском заводе «Машинострой», затем токарем на обточке корпусов снарядов и слесарем по ремонту приспособлений для станков на Московском электромеханическом заводе.
С 1942 года призван в ряды  РККА, добровольцем был отправлен на фронт. С 1943 года после окончания Тульского пулемётного училища служил командиром взвода в 243-й стрелковой дивизии, воевал на Воронежском и Юго-Западном фронтах. А. А. Фабричников принимал участие в освобождении Донбасса, в боях под Павлоградом. 13 сентября 1943 года был тяжело ранен в бою и до середины января 1944 года находился на излечении. 
До  1945 года командовал стрелковым и учебным взводом 52-го стрелкового полка 252-й запасной стрелковой дивизии Харьковского военного округа.
С 1945 года направлен на работу в органы госбезопасности: с 1945 по 1946 годы учился в Свердловской школе ГУКР «СМЕРШ». С 1946 года работал в ПГУ МГБ СССР. С 1948 по 1952 годы находился в загранкомандировке в Словакии, по линии внешней контрразведки, занимался работой по эмиграции и контрразведывательным обслуживанием советской колонии. В 1952 году экстерном сдал экзамены за десятый класс средней школы и поступил на заочное отделение факультета журналистики МГУ имени М. В. Ломоносова. C 1954 по 1959 годы работал в Аппарате уполномоченного МВД—КГБ в Германии, занимался борьбой с подрывными националистическими центрами, в частности работал по радиостанциям «Свобода» и «Свободная Европа». Выезжал в ФРГ, Западный Берлин, Австрию, Польшу, Чехословакию. 
С 1959 года работал в центральном аппарате внешней разведки и контрразведки: заместитель начальника Службы №2 (внешняя контрразведка) ПГУ КГБ при СМ СССР. 
С 1974 по 1976 годы — начальник 14-го отдела (оперативная работа против иностранных спецслужб) Второго Главного управления КГБ при СМ СССР. С 1976 по 1986 годы —
начальник Управления «А»  и заместитель начальника Второго Главного управления КГБ СССР.
С 1986 по 1991 годы — начальник кафедры контрразведывательного искусства ВКШ КГБ имени Ф. Э. Дзержинского, имел учёное звание доцент. С 1992 по 2001 годы — профессор Академии ФСБ России. 
Умер в 2001 году в Москве. Похоронен на Троекуровском кладбище.

## Награды
- Орден Ленина
- Орден Отечественной войны I степени
- Два Ордена Красной Звезды
- Три  Медали «За боевые заслуги»
- Почётная грамота Президиума Верховного Совета РСФСР